# John Dowland
John Dowland (heute meist ˈdɑulənd, historisch ˈdoʊlənd) (* (nach eigener Angabe) 1563 möglicherweise in London; begraben am 20. Februar 1626 in St Anne, Blackfriars, London) war ein englischer Lautenist, bedeutender Komponist und Musikherausgeber des Elisabethanischen Zeitalters.

## Leben
Von 1579 bis 1584 stand Dowland im Dienst Henry Cobhams, des englischen Gesandten in Paris, und seines Nachfolgers Edward Stafford, 3. Duke of Buckingham. Nachdem er sich 1594 erfolglos als Nachfolger des verstorbenen königlichen Lautenisten John Johnson beworben hatte, begab er sich auf eine einjährige Auslandsreise und hielt sich zunächst am Hof von Heinrich Julius, Herzog von Braunschweig-Wolfenbüttel, und des Landgrafen Moritz von Hessen in Kassel auf. Anschließend wollte er Luca Marenzio in Rom besuchen. In Florenz erfuhr er vom Plan einer katholischen Gruppe englischer Exilanten, ein Attentat auf Königin Elisabeth I. zu begehen. Bestürzt reiste er nach Nürnberg zurück. Von dort aus schrieb er einen langen, verstörten Brief an Robert Cecil, 1. Earl of Salisbury, in dem er detaillierte Angaben über die Verschwörer machte. Ende 1596 oder Anfang 1597 kehrte er nach London zurück, wiederum in der Hoffnung, als Hoflautenist angestellt zu werden. Doch seine Erwartungen zerschlugen sich abermals, da sein Freund und Gönner Henry Noel verstarb, kurz nachdem er Dowland in einem Brief um seine Rückkehr nach England gebeten hatte. Dowlands nächster Auslandsaufenthalt führte ihn nach Dänemark, wo er von 1598 bis 1606 als Lautenist am Hof König Christians IV. von Dänemark sieben materiell ertragreiche Jahre verbrachte, bis er wegen großer finanzieller Schwierigkeiten von seinem Posten entfernt wurde. Die Komposition The King of Denmark’s Galliard hatte Dowland seinem Gönner Christian gewidmet. Nach seiner Entlassung kehrte er nach England zurück und war einige Jahre bei einem Höfling namens Theophilus Howard, Lord Walden angestellt. Schließlich erhielt er am 12. oder 28. Oktober 1612 den jahrelang ersehnten Posten als Musician for the lute am königlichen Hof in England, schrieb aber nach diesem beruflichen Erfolg fast keine Kompositionen mehr. Nach seinem Tod – wahrscheinlich am 20. Januar 1626 – wurde er auf dem Friedhof von St Anne, Blackfriars, London, begraben. Die Kirche wurde beim großen Brand 1666 zerstört. Eines seiner bekanntesten Lautenlieder ist In darknesse let mee dwell, das 1610 publiziert wurde.
John Dowlands Sohn ist der ebenfalls als Lautenist und Komponist bekannte Robert Dowland, der auch Werke seines Vaters publizierte (etwa Queen Elizabeth’s Galliard, ein von John Dowland der selbst Laute spielenden Königin Elisabeth gewidmetes Stück, in Variety of Lute Lessons).

## Werk
Mistress Nichols Almand à 5 (Lachrimae Nr. 20)
Dowlands musikalisches Werk umfasst Lautenlieder (Sololieder mit Lautenbegleitung), die durch meist drei zusätzliche Stimmen auch mit Vokalensemble (Sopran, Alt, Tenor, Bass) aufzuführen sind (Ensemblestücke, bei denen man Stimmen weglassen kann), sowie Werke für Laute solo und Werke für Gambenconsort mit Lautenbegleitung.
Dowlands Lieder (Ayres), veröffentlicht ab 1597, behandeln ganz verschiedene Themen. Musikalisch handelt es sich vorwiegend um Strophenlieder (zum Beispiel das dreistrophige Lied If my complaints could passions move), seltener finden sich auch durchkomponierte Stücke. Die Begleitung ist weitgehend homophon, jedoch bereichert durch zahlreiche Verzierungen. Einige Lieder, etwa das berühmte Lied Flow My Tears oder Oh, sweet woods, enthalten aber auch polyphon durchkomponierte Passagen. Die Textdeklamation bleibt durchgehend deutlich, Verzierungen werden als Ausdruckselemente eingesetzt. Ein Teil der Lautenlieder Dowlands beruht auf seinerzeit gängigen Tanzformen.

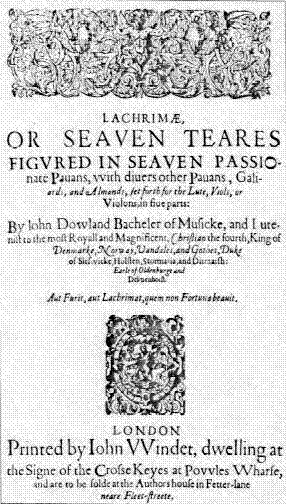
Titelblatt von John Dowlands Lachrimae or Seaven Teares Figured in Seaven Passionate Pavans

Von besonderer Bedeutung sind Dowlands Instrumentalwerke. Seine Kompositionen für Gambenconsort mit Lautenbegleitung markieren in der europäischen Musikgeschichte einen ersten Höhepunkt der Entwicklung zu einer selbständigen Instrumentalmusik. Zu erwähnen sind in diesem Zusammenhang vor allem sieben Variationen über das Thema der Lachrimae Pavane (ursprünglich eine Komposition für Laute solo, später zum Lied Flow My Tears und zu den genannten Kompositionen für Gambenconsort ausgearbeitet) und die Consortfassung der Lautenkomposition Semper Dowland, Semper Dolens. In beiden Stücken wird die oft melancholische Stimmung der Werke Dowlands besonders deutlich, musikalisch hervorgehoben durch eine vergleichsweise dissonanzenreiche Harmonik.
Von Dowland sind etwa 100 Kompositionen für Laute solo erhalten. Sie gehören zu den anspruchsvollsten und ausgereiftesten Werken für dieses Instrument und zählen heute zum festen Repertoire nahezu aller Lautenisten und klassischen Gitarristen.
| Fantasien - Forlorn Hope Fancy - Farewell - Farewell (An In Nomine) - A Fancy 1 - A Fancy 2 - A Fancy 3 Pavanen - Piper’s Pavan - Semper Dowland Semper Dolens - Solus Cum Sola - Mrs. Brigide Fleetwood’s Pavan alias Solus Sine Sola - Dr. Case’s Pavan - Resolution - Mr. John Langton’s Pavan - Sir John Langton’s Pavan - Lachrimæ - A Pavan - The Lady Russell’s Pavan - A Pavan Allemanden - Sir John Smith, his Almain - Smythes Allmayne - Lady Laiton’s Almain - An Almain - Mrs. White’s Thing - A Piece Without Title - Mrs. Nichols’ Almain - Mrs. Clifton’s Almain - Lady Hunsdon’s Puffe Jigs und andere Stücke im 6/8 Takt - Mrs. Winter’s Jump - Mrs. White’s Nothing - Mrs. Vaux’s Jig - The Shoemaker’s Wife - Tarleton’s Riserrectione (auch Tarleton’s Resurrection) Bearbeitungen von Balladen - Orlando Sleepeth - Fortune - Complainte - Go From My Window - Lord Strang’s March - My Lord Willoughby’s Welcome Home - Walsingham - Aloe - Loth to Depart - Robin | Galliarden - Captain Digorie Piper’s Galliard - Dowland’s Galliard - John Dowland’s Galliard - Dowland’s First Galliard - The Frog Galliard - A Galliard (in d Moll) - Melancholy Galliard - Sir John Souch’s Galliard - A Galliard (zu einer Galliarde von Daniel Bacheler) - Giles Hobie’s Galliard - A Galliard (in g Moll) - A Galliard (on Walsingham) - Mrs. Vaux Galliard - Mr. Langton’s Galliard - Mignarda - A Galliard (in g Moll) - Mr. Knight’s Galliard - My Lord Chamberlain, His Galliard (eine Invention für zwei Personen auf einer Laute) - The Right Honourable The Lord Viscount Lisle His Galliard - The Round Battle Galliard - The Most High and Mighty Christianus The Fourth King of Denmark, His Galliard - The Most Sacred Queen Elizabeth, Her Galliard - Can She Excuse - The Right Honourable Robert Earl of Essex, His Galliard - The Lady Rich’s Galliard - The Right Honourable The Lady Rich, Her Galliard - The Earl of Derby’s Galliard - The Right Honourable Ferdinando Earl of Derby, His Galliard - The Right Honourable The Lady Clifton’s Spirit - Galliard to Lachrimæ Liedarrangement - Come Again Stücke unbekannter Herkunft, möglicherweise von Dowland: - A Fantasia - A Fancy - A Dream - A Gaillard - Mrs. Norrish’s Delight - A Piece Without Title - What If A Day - A Coy Toy - Tarleton’s Jig |

## Rezeption
Der Lautenist und Komponist Joachim van den Hove bearbeitete und publizierte im 17. Jahrhundert Dowland-Werke. Auch im Lautenbuch des Albert Długoraij aus dem Jahr 1619 (Musikbibliothek Leipzig), findet sich ein in deutscher Tabulatur geschriebenes Stück von Dowland. Der Komponist Benjamin Britten verwendete Dowlands dreistrophigen Song Come Heavy Sleep(e) (aus Dowlands erstem Liederbuch) für sein „Nocturnal“ (opus 70) für Gitarre solo (1964), das er für den Gitarristen Julian Bream schrieb. Dowlands Pavane Lachrimæ bildete die Grundlage für Brittens Lachrymae: reflections on a song of Dowland, op. 48 (1950) für Viola und Klavier, welches Britten 1974 als op. 48a auch für Viola und Streichorchester bearbeitete. Bernard Stevens setzte 1953 seiner Verehrung für den Renaissancekomponisten mit einer Fantasia on a Theme of Dowland für Violine und Klavier ein Denkmal.
Eine mehrbändige Noten-Gesamtausgabe aller Dowland-Lieder für Gesang und Gitarre, herausgegeben von Werner J. Wolff, ist im österreichischen Musikverlag Doblinger erschienen. Ebenfalls als mehrbändige Lied-Gesamtausgabe für Gesang & Gitarre (optional auch als einbändiges Hardcover) gibt es eine Edition im deutschen PRIM-Musikverlag.
Der österreichische Posaunist und Jazzmusiker Christian Muthspiel verwendet „Lachrimae, or Seaven Tears“ als Grundlage für die gesamte, 2013 bei ACT erschienene CD „Seaven Tears“.
Die Folk-Metal-Band Subway to Sally verwendete Passagen von Dowlands Flow my Tears für ihren Song Syrah auf dem Album Bannkreis.
Der Pop-Musiker Sting hat im Oktober 2006 zusammen mit dem bosnischen Lautenspieler Edin Karamazov die CD „Songs From The Labyrinth“ auf dem Klassiklabel Deutsche Grammophon veröffentlicht, auf der er einige von Dowlands Werken spielt und singt. Außerdem werden Zeilen aus Briefen von Dowland an den Earl Robert Cecil von Sting vorgetragen. Diese Interpretation wurde auch kritisch rezipiert.

## Online-Noten und -Aufnahmen
- Noten und Audiodateien von John Dowland im International Music Score Library Project
- Gemeinfreie Noten von John Dowland in der Choral Public Domain Library – ChoralWiki (englisch)
- Classic Cat - Dowland – Verzeichnis mit freien Aufnahmen
- Videos einiger Aufnahmen von Dowland-Liedern mit der Sopranistin Valeria Mignaco und dem Lautenisten Alfonso Marin